# Лазы (мифология)

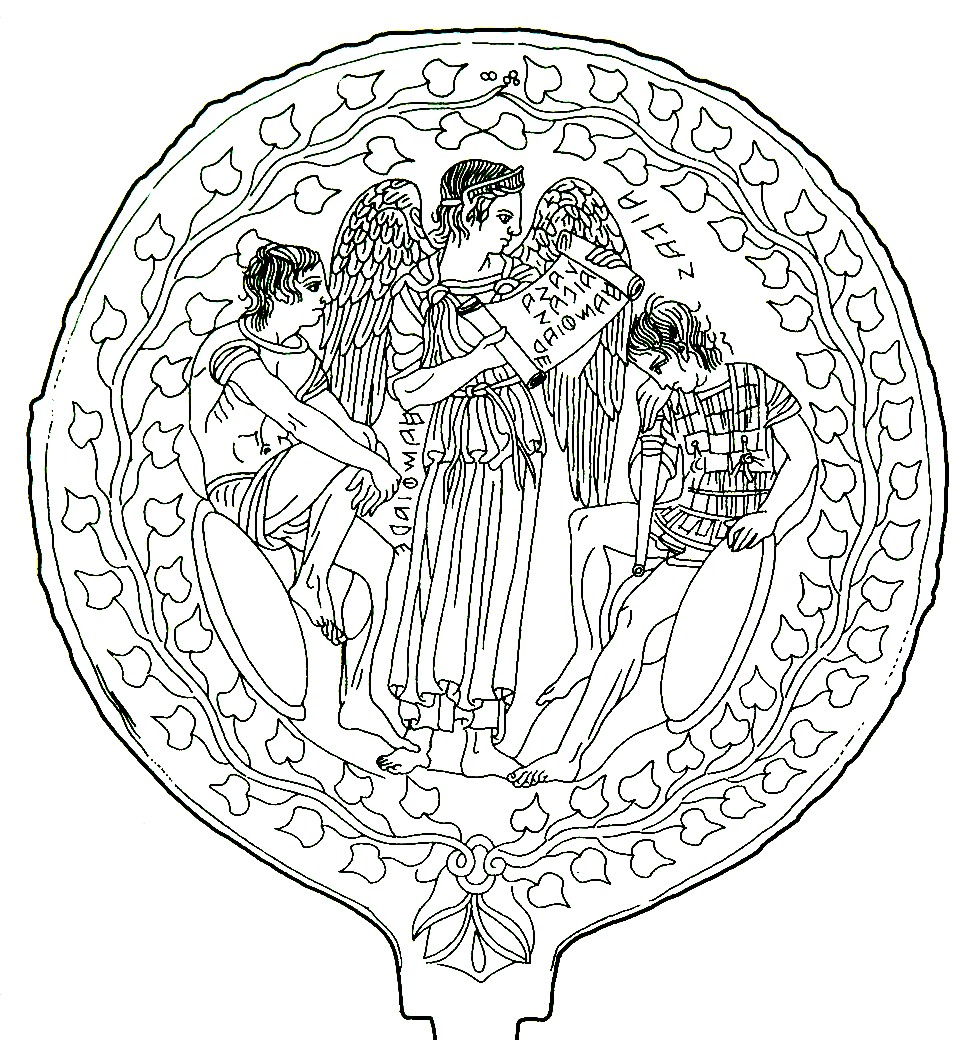
Бронзовое зеркало с изображением Лазы, 350—300 г. до н. э.

Лазы — группа этрусских божеств, как небесных, так и подземных. Они помогали людям, например женщинам при рождении ребёнка. Почитались в виде молодых красивых девушек, реже — крепких юношей.
Лаза Вегойя была помощницей Тинии при восстановлении на земле нарушенной справедливости и пророчицей, считавшейся одним из авторов книг, составивших так называемую «этрусскую дисциплину». Другой божественный автор этих книг, Таг, возможно, тоже является лазом или близким к ним богом низшего порядка. Кулсу — одна из лаз — следила за людьми и заносила в особый список деяния каждого человека, а когда тот попадал в потусторонний мир, зачитывала этот список, так что боги могли воздать каждому по его делам. К подобным богам, возможно, принадлежит и Ферсу, руководивший некоторыми этрусскими религиозными играми.
Матерью лаз была молодая и прекрасная богиня Лаза. Её имя присутствует на бронзовой модели печени для гаруспиций, а также на многих этрусских зеркалах. Возможно, была нимфой из окружения богини Туран. Могла изображаться в одиночку или вместе с лазами, у которых имелось своё имя, например, как у богини Алпан.
Вопрос о существовании лаз и их матери богини Лазы сложен и запутан. Одни исследователи полагают, что богини Лазы вовсе не существовало, а лазы представляли совокупность второстепенных божеств. По мнению других, наоборот, существовала только богиня Лаза, «обязанностью» которой было прислуживать другим богам. Третьи, и это мнение кажется более оправданным, соединяют обе гипотезы.